# Venus Atmospheric Maneuverable Platform
El Venus Atmospheric Maneuverable Platform (VAMP) és un concepte de missió de les companyies aeroespacials Northrop Grumman i LGarde per a una aeronau inflable semiflotant propulsada, de llarga durada que exploraria l'atmosfera superior del planeta Venus a la cerca de biosignatures, així com realitzar mesuraments atmosfèrics. L'aeronau inflable té una forma trapezoïdal que de vegades es denomina ala delta o ala voladora i que tindria hèlixs de doble accionament elèctric que es guardarien durant l'entrada a l'atmosfera.
Es proposa que l'aeronau es llanci com a càrrega útil secundària en una altra missió de la nau espacial a Venus, probablement en a [[Venera-D]] de Rússia el 2026. Durant el dia, el VAMP podria realitzar mesuraments científics continus, mentre que a la nit el vehicle baixaria a una alçada de 50 km, on seria totalment flotant, romandria en un estat de menor potència i encara realitzaria modestos mesuraments científics a l'altitud de flotació. La capa nebulosa més baixa de Venus, situada entre 47,5 i 50,5 km d'altitud, és àcida, però alguns astrobiòlegs consideren que són un objectiu d'exploració a causa de les condicions favorables per a la vida microbiana, incloses temperatures i pressions moderades (~60 °C i 1 atm).

## Visió general

### Conductor de la ciència

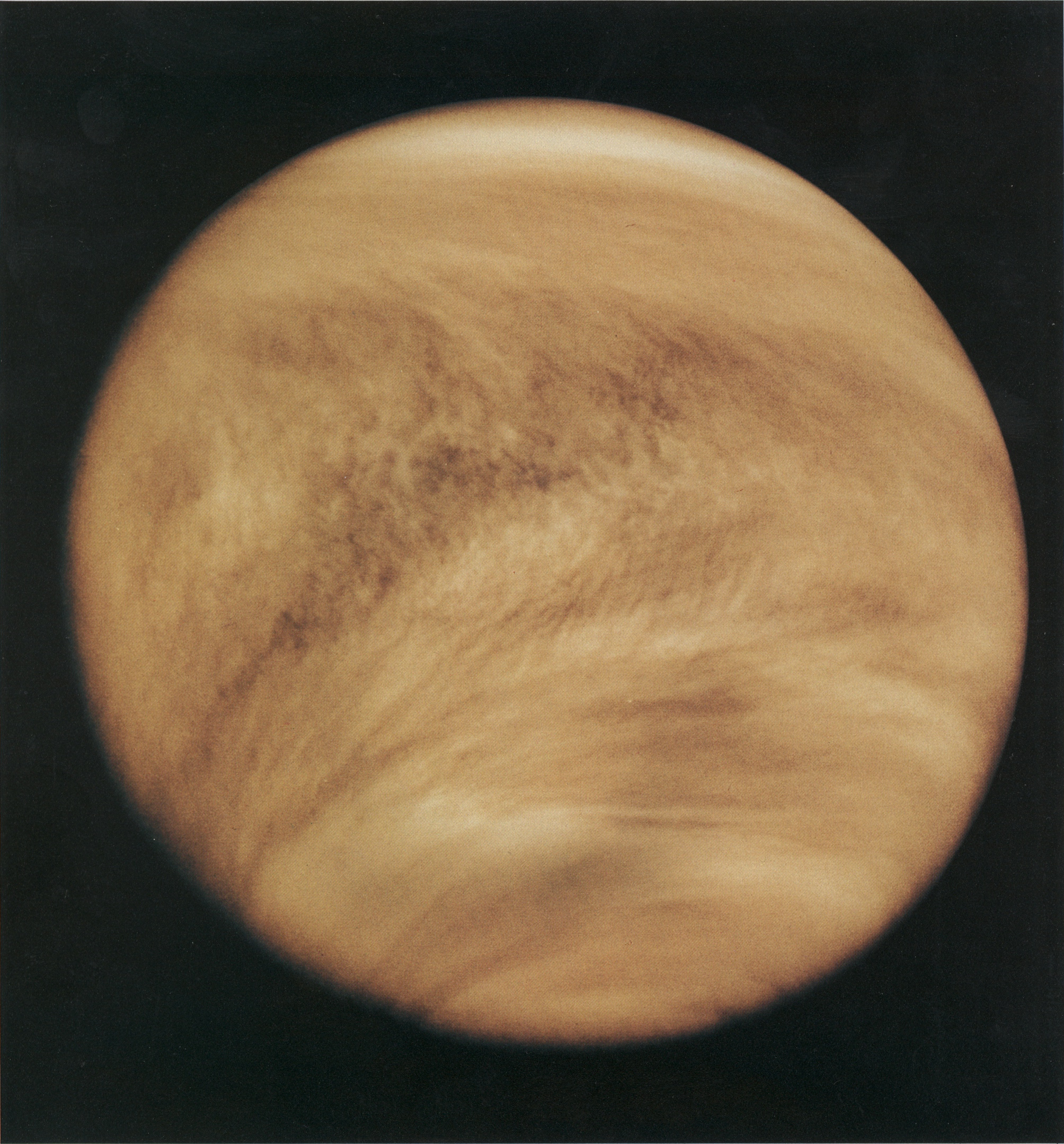
L'estructura dels núvols en l'atmosfera de Venus del 1979, revelada per observacions ultraviolades de la Pioneer Venus Orbiter. Les zones fosques contenen un component no identificat que absorbeix la llum ultraviolada.

L'habitabilitat dels núvols de Venus ha estat objecte de discussió, ja que els científics Harold Morowitz i Carl Sagan van especular el 1967. Des d'aleshores, estudis posteriors han posat en relleu el potencial d'habitabilitat microbiana en les capes de núvols de Venus a causa de les condicions químiques i físiques favorables, inclosa la presència de compostos de sofre, diòxid de carboni (CO₂), aigua i temperatures moderades (0–60 °C) i pressions (~0.4-2 atm). Tanmateix, les condicions de superfície del planeta són inhòspites, amb temperatures superiors als 450 °C (860 °F).
La imatge ultraviolada (UV) de Venus revela àrees localitzades a altituds de núvols que provoquen una absorció entre 330 i 500 nm. Els contrastos UV de Venus es van observar per primera vegada en fotografies basades en la Terra el 1928 i posteriorment es van mesurar per polarimetria al sòl el 1974, espectroscòpia el 1978 i per naus espacials des del 2008. Tot i les investigacions en òrbita des de l'òrbita del Venus Express, Akatsuki i MESSENGER, i les sondes espectroscòpiques de les sondes d'entrada de la Venera (Programa Venera), mostren que les taques fosques estan formades per àcid sulfúric concentrat i altres partícules desconegudes que absorbeixen la llum, però les propietats físiques i químiques d'aquests contrastos encara són desconeguts.
Com que alguns models suggereixen que Venus tenia un clima habitable amb aigua líquida a la seva superfície durant 2 mil milions d'anys, alguns científics van especular que aquestes característiques d'absorció podrien ser causades per grans masses de microorganismes suspesos a la capa inferior del núvol, i hipotèticament prosperen sobre el metabolisme del ferro i el del sofre. A la Terra, alguns bacteris extremòfils poden prosperar en condicions molt àcides, es poden alimentar amb diòxid de carboni i excretar àcid sulfúric.

## Aeronau
| Paràmetres preliminars      | Unitats |
| --------------------------- | --- |
| Envergadura                 | 55 m |
| Longitud                    | 20 m |
| Massa                       | 900 kg |
| Massa de càrrega útil       | ≈50 kg |
| Volum de càrrega útil       | ≈30 m³ |
| Potència de la matriu solar | ≥ 8 kW |
| Gas de flotació             | Hidrogen |
| Velocitat màxima            | 30 m/s (110 km/h)                                                                                            |
| Propulsió                   | Dues hèlixs d'accionament elèctric Diàmetre: 2,93 m (96") cadascuna 2 fulles cadascuna Empenta: 90 - 100 lbf |
| Protecció                   | Calefacció d'entrada: teixit Nextel i laminat de Pirogel Àcid sulfúric i calor solar: tefló PFA-AI-Vectran   |

El Venus Atmospheric Maneuverable Platform (VAMP) va començar el 2012 a través d'una col·laboració entre les empreses aeroespacials Northrop Grumman i LGarde, i consisteix en una aeronau inflable semiflotant amb una càrrega científica que pot realitzar mesuraments in situ de l'atmosfera de Venus. L'aeronau és ampliable; la versió més petita tindria una envergadura de 6 m, i una massa de 90 kg inclosos instruments; una mida mitjana tindria una envergadura de 30 m i una massa de 450 kg, mentre que la versió completa tenia una envergadura de 55 m una massa de 900 kg.
El VAMP seria desplegat en l'espai per la nau nodrissa en òrbita, s'inflaria, i volaria en l'atmosfera de Venus sense cap aerosol. L'aeronau tindria un 10% de flotabilitat i podria navegar a 110 km/h quan s'utilitzés la propulsió i, per tant, proporcionaria un 90% de l'elevació. La font d'energia serien els panells solars i les bateries.
Quan no és propulsat, l'aeronau s'enfonsa a una altitud de ≈55 km sobre el sòl, on arriba al 100% de flotabilitat. Un vehicle de flotació passiva també simplifica les operacions nocturnes, així com els procediments en mode segur per a la recuperació. L'aeronau podria operar des de diversos mesos a un any, i ha de comptar amb el suport d'un satèl·lit de retransmissió de comunicacions en òrbita per al control interactiu, però no en temps real. El VAMP volaria a altituds entre 50 i 65 km i cobria una àmplia gamma de latituds i totes les longituds. Hi ha una investigació en curs sobre la forma de l'aeronau, el seu desplegament i la resistència de diferents membranes d'embolcall a l'entorn químic (àcid) i tèrmic de Venus. L'equip també està avaluant l'ús d'una forma lenticular que simplificaria significativament l'embalatge, la seqüència d'implementació i la massa estructural, però no navegaria de manera tan eficient.
El concepte de vehicle també es va presentar al maig de 2017 com a prova de concepte per a l'exploració d'altres planetes i llunes del Sistema Solar amb una atmosfera.

## Càrrega científica
El concepte preliminar de 2013 preveu un conjunt d'instruments que la NASA denomina a la "Venus Flagship Design Reference Mission" per a un globus. La seva massa s'estima en 20 kg i requeriria 50 W d'energia elèctrica per funcionar. Els instruments nacionals consisteixen en:
- Càmeres
- Espectròmetre de gas noble
- Espectròmetre UV
- Estació meteorològica
- Reflexió total atenuada
- Cromatògraf de gasos / Espectròmetre de masses
- Nebelòmetre de polarització
- Anemòmetre ultrasònic 3D
- Sensor de camp elèctric
- Microscopi òptic

## Missions potencials
Venera-D
Hi ha discussions en curs sobre la possible participació de la NASA en la missió Venera-D de Rússia, prevista per a la fi dels anys 2020. El 2014, els científics russos van demanar a la NASA si estarien interessats a col·laborar amb alguns instruments per a la missió. Sota aquesta col·laboració, Venera-D podria incorporar alguns components estatunidencs, inclosos globus aerostàtics, un subsatèl·lit, una estació de superfície de llarga durada (24 hores) o una plataforma aèria maniobrable. Qualsevol possible col·laboració encara està en discussió.
Els enginyers que treballen en el concepte VAMP afirmen que l'aeronau és ampliable, de manera que una versió de "grandària mitjana" podria volar en la missió Venera-D. Aquesta versió tindria una envergadura de 30 m i una massa de 450 kg, inclosos els instruments.
Programa New Frontiers
Northrop Grumman també planeja entrar al concurs del programa New Frontiers de la NASA. Si és seleccionat, es podria atorgar fins a 1.000 milions de dòlars americans per a la maduració, el desenvolupament, el llançament i les operacions del disseny. Tanmateix, els experts han assenyalat que, com es va proposar, VAMP no pot respondre totes les preguntes clau requerides pel full de ruta científica de la Venus Exploration Analysis Group (VEXAG) de 2014, autoritzada per la NASA, i es perdrien els mesuraments de la superfície i la interacció de la superfície amb l'atmosfera.